# Hecabolus gladiator
Hecabolus gladiator är en stekelart som beskrevs av Statz 1936. Hecabolus gladiator ingår i släktet Hecabolus och familjen bracksteklar. Inga underarter finns listade i Catalogue of Life.